# Alexander Maes (1901-1973)
Alexander Maes (Ekeren, Amberes, 1 de abril de 1901 - Zwijndrecht, 30 de diciembre de 1973) fue un corredor ciclista belga. Fue  profesional de 1924 a 1933.

## Biografía
Johannes Alexander Maes era hijo de Lambertus Maes y de Anna Maria Teunen. Ciclista profesional de 1924 a 1933, participó en las competiciones Seis Días de Gante y Seis Días d'Anvers, obtuvo victorias en Zwijndrecht en 1927, Lebbeke y Aalter en 1928, Zottegem en 1930. También participó en pruebas de ciclismo en ruta. 
Sus principales éxitos comprenden la victoria de la carrera París-Menin en 1925, el circuito del Arvor en 1927, la Copa Sales y el gran premio del 1.º mayo en 1928 así como el premio Premio nacional de clausura en 1929.  Miembro de los equipos Peugeot-Dunlop y J.B. Louvet, participó por segunda vez en el Tour de Flandes (24º en 1926 y 28º en 1927).
Después de su carrera ciclista, fue dueño de un pub deportivo en las cercanías del Palacio de los deportes d'Anvers.

## Palmarés
- 1925
  - París-Menin
- 1928
  - Corta Sales
  - 4.º del Campeonato de los Flandres
- 1929
  - Premio nacional de clausura